# Viercontinentenkampioenschap kunstschaatsen 2008
Het Viercontinentenkampioenschap is een jaarlijks terugkerend evenement in het kunstschaatsen dat georganiseerd wordt door de Internationale Schaatsunie (ISU) voor deelnemers uit landen buiten Europa, namelijk van de vier continenten Afrika, Azië, Amerika en Oceanië.
De editie van 2008 was het tiende "4CK" dat werd georganiseerd. Het vond plaats van 11 tot en met 17 februari 2008 in Goyang in de provincie Gyeonggi, Zuid-Korea. Het was de derde keer dat dit kampioenschap in de Zuid-Korea plaatsvond, in 2002 en 2005 waren respectievelijk Jeonju en Gangneung gaststad.
Medailles waren er te verdienen in de traditionele onderdelen: mannen individueel, vrouwen individueel, paarrijden en ijsdansen.

## Deelnemende landen
Alle ISU-leden uit Afrika, Amerika, Azië en Oceanië hadden het recht om maximaal drie startplaatsen per discipline in te vullen. Deze regel is afwijkend ten opzichte van de overige ISU kampioenschappen, waarbij extra startplaatsen worden "verdiend" door de prestaties van de deelnemers in het voorgaande jaar.
Een recordaantal van zestien landen schreef dit jaar deelnemers in voor dit toernooi. Zij vulden 75 startplaatsen in. India, in 2007 nog debuterend, vaardigde dit jaar geen deelnemer af. China en de Verenigde Staten vulden de maximale mogelijkheid in van twaalf startplaatsen.
(Tussen haakjes het totaal aantal startplaatsen over de vier onderdelen.)
| China (12) Verenigde Staten (12) Canada (11) Japan (7) Australië (6) Mexico (5) | Zuid-Afrika (4) Nieuw-Zeeland (3) Oezbekistan (3) Taiwan (3) Brazilië (2) | Hongkong (2) Zuid-Korea (2) Filipijnen (1) Kazachstan (1) Thailand (1) |

## Medailleverdeling
Bij de mannen werd Daisuke Takahashi de zevende man die de titel behaalde en de derde Japanner na Takeshi Honda (1999, 2003) en Nobunari Oda (2006). Het was zijn tweede medaille, in 2005 werd hij derde. De Canadees Jeffrey Buttle werd net als in 2007 tweede, het was zijn vierde medaille, in 2002 en 2004 werd hij kampioen. De Amerikaan Evan Lysacek werd net als in 2004 derde, ook voor hem was het zijn vierde medaille, in 2005 en 2007 werd hij kampioen.
Bij de vrouwen werd debutante Mao Asada de achtste vrouw die de titel op haar naam schreef en de derde Japanse na Fumie Suguri (2001, 2003, 2005) en Yukina Ota (2004). De Canadese Joannie Rochette op plaats twee behaalde haar tweede medaille, in 2007 werd ze derde. De eveneens Japanse debutante Miki Ando nam de derde positie in.
Bij de paren behaalde het Chinese paar Pang Qing / Tong Jian na 2002 en 2004 voor de derde keer de kampioenstitel. Het was hun zesde medaille, in 2003, 2005 en 2007 werden ze tweede. Hun landgenoten Zhang Dan / Zhang Hao op plaats twee behaalden hun vijfde medaille. In 2002 werden ze derde, in 2003 en 2004 tweede en in 2005 kampioen. Het Amerikaanse paar Brooke Castile / Benjamin Okolski op plaats drie behaalden hun eerste medaille.
Het paar Tessa Virtue / Scott Moir werd het vijfde paar die de titel bij het ijsdansen wonnen en het derde Canadese paar na Shae-Lynn Bourne / Victor Kraatz (1999, 2001, 2003) en Marie-France Dubreuil / Patrice Lauzon (2007). Op de plaatsen twee en drie namen twee Amerikaanse paren plaats, voor beide paren was het hun eerste medaille. Het paar Meryl Davis / Charlie White werd tweede en het paar Kimberly Navarro / Brent Bommentre derde.
| Onderdeel | Goud                      | Zilver                      | Brons                              |
| --------- | ------------------------- | --------------------------- | ---------------------------------- |
| Mannen    | Daisuke Takahashi         | Jeffrey Buttle              | Evan Lysacek                       |
| Vrouwen   | Mao Asada                 | Joannie Rochette            | Miki Ando                          |
| Paren     | Pang Qing / Tong Jian     | Zhang Dan / Zhang Hao       | Brooke Castile / Benjamin Okolski  |
| IJsdansen | Tessa Virtue / Scott Moir | Meryl Davis / Charlie White | Kimberly Navarro / Brent Bommentre |

## Uitslagen
| #      | naam                   | land                      | punten | korte kür | lange kür |
| ------ | ---------------------- | ------------------------- | ------ | --------- | --------- |
| Goud   | Daisuke Takahashi (4)  | Vlag van Japan            | 264.41 | 1         | 1         |
| Zilver | Jeffrey Buttle (5)     | Vlag van Canada           | 234.02 | 3         | 2         |
| Brons  | Evan Lysacek (5)       | Vlag van Verenigde Staten | 233.11 | 2         | 3         |
| 4      | Stephen Carrière       | Vlag van Verenigde Staten | 218.30 | 4         | 5         |
| 5      | Jeremy Abbott (2)      | Vlag van Verenigde Staten | 206.40 | 9         | 4         |
| 6      | Li Chengjiang (6)      | Vlag van China            | 197.98 | 5         | 9         |
| 7      | Vaughn Chipeur (1)     | Vlag van Canada           | 196.57 | 6         | 8         |
| 8      | Takahiko Kozuka        | Vlag van Japan            | 196.38 | 7         | 6         |
| 9      | Shawn Sawyer (2)       | Vlag van Canada           | 187.18 | 10        | 7         |
| 10     | Wu Jialiang (3)        | Vlag van China            | 182.94 | 8         | 11        |
| 11     | Xu Ming (2)            | Vlag van China            | 169.17 | 12        | 10        |
| 12     | Kensuke Nakaniwa (5)   | Vlag van Japan            | 167.37 | 11        | 12        |
| 13     | Abzal Rakimgaliev      | Vlag van Kazachstan       | 138.88 | 13        | 13        |
| 14     | Tristan Thode (4)      | Vlag van Nieuw-Zeeland    | 115.99 | 14        | 16        |
| 15     | Luis Hernandez (3)     | Vlag van Mexico           | 112.05 | 16        | 17        |
| 16     | Justin Pietersen (5)   | Vlag van Zuid-Afrika      | 111.16 | 18        | 14        |
| 17     | Nicholas Fernandez (2) | Vlag van Australië        | 109.77 | 15        | 20        |
| 18     | Joel Watson (4)        | Vlag van Nieuw-Zeeland    | 109.03 | 19        | 15        |
| 19     | Kevin Alves            | Vlag van Brazilië         | 108.12 | 17        | 18        |
| 20     | Robert McNamara (2)    | Vlag van Australië        | 102.23 | 21        | 19        |
| 21     | Humberto Contreras (5) | Vlag van Mexico           | 95.50  | 20        | 21        |

| #                | naam                        | land                      | punten | korte kür | lange kür |
| ---------------- | --------------------------- | ------------------------- | ------ | --------- | --------- |
| Goud             | Mao Asada                   | Vlag van Japan            | 193.25 | 1         | 1         |
| Zilver           | Joannie Rochette (5)        | Vlag van Canada           | 179.54 | 3         | 2         |
| Brons            | Miki Ando                   | Vlag van Japan            | 177.66 | 2         | 3         |
| 4                | Kim Na-young (2)            | Vlag van Zuid-Korea       | 158.49 | 6         | 4         |
| 5                | Mira Leung                  | Vlag van Canada           | 157.36 | 7         | 6         |
| 6                | Katrina Hacker              | Vlag van Verenigde Staten | 153.86 | 10        | 7         |
| 7                | Cynthia Phaneuf (3)         | Vlag van Canada           | 152.67 | 8         | 8         |
| 8                | Ashley Wagner               | Vlag van Verenigde Staten | 152.46 | 12        | 5         |
| 9                | Anastasia Gimazetdinova (8) | Vlag van Oezbekistan      | 150.07 | 4         | 10        |
| 10               | Fumie Suguri (7)            | Vlag van Japan            | 145.06 | 9         | 9         |
| 11               | Beatrisa Liang (3)          | Vlag van Verenigde Staten | 144.25 | 5         | 11        |
| 12               | Wang Yueren                 | Vlag van China            | 129.88 | 15        | 13        |
| 13               | Xu Binshu (2)               | Vlag van China            | 128.39 | 11        | 14        |
| 14               | Liu Yan (6)                 | Vlag van China            | 124.09 | 16        | 12        |
| 15               | Melinda Wang                | Vlag van Taiwan           | 119.58 | 14        | 15        |
| 16               | Kim Chae-hwa (4)            | Vlag van Zuid-Korea       | 115.85 | 13        | 16        |
| 17               | Loretta Hamui               | Vlag van Mexico           | 99.89  | 18        | 17        |
| 18               | Ana Cecilia Cantu (5)       | Vlag van Mexico           | 94.76  | 17        | 20        |
| 19               | Tina Wang                   | Vlag van Australië        | 94.28  | 21        | 18        |
| 20               | Lejeanne Marais             | Vlag van Zuid-Afrika      | 90.52  | 22        | 19        |
| 21               | Tamami Ono                  | Vlag van Hongkong         | 88.96  | 20        | 21        |
| 22               | Gracielle Jeanne Tan        | Vlag van Filipijnen       | 80.88  | 24        | 22        |
| 23               | Charissa Tansomboon         | Vlag van Thailand         | 79.28  | 19        | 24        |
| 24               | Corenne Bruhns              | Vlag van Mexico           | 76.89  | 23        | 23        |
| Alleen korte kür |                             |                           |        |           |           |
| 25               | Crystal Kiang               | Vlag van Taiwan           | 28.12  | 25        |           |
| 26               | Abigail Pietersen (4)       | Vlag van Zuid-Afrika      | 27.44  | 26        |           |
| 27               | Morgan Figgins              | Vlag van Nieuw-Zeeland    | 26.92  | 27        |           |
| 28               | Phoebe Di Tommaso (2)       | Vlag van Australië        | 25.76  | 28        |           |
| 29               | Siobhan McColl              | Vlag van Zuid-Afrika      | 23.40  | 29        |           |
| 30               | Stacy Perfetti              | Vlag van Brazilië         | 21.97  | 30        |           |
| 31               | Kristine Y. Lee (2)         | Vlag van Hongkong         | 20.53  | 31        |           |
| 32               | Tiffany Ting-Ye Wu          | Vlag van Taiwan           | 18.64  | 32        |           |

| #      | naam                                    | land                      | punten | korte kür | lange kür |
| ------ | --------------------------------------- | ------------------------- | ------ | --------- | --------- |
| Goud   | Pang Qing (9) Tong Jian (9)             | Vlag van China            | 187.33 | 2         | 1         |
| Zilver | Zhang Dan (5) Zhang Hao (5)             | Vlag van China            | 181.84 | 1         | 2         |
| Brons  | Brooke Castile (3) Benjamin Okolski (3) | Vlag van Verenigde Staten | 159.99 | 4         | 3         |
| 4      | Rena Inoue (6) John Baldwin jr. (6)     | Vlag van Verenigde Staten | 156.00 | 3         | 4         |
| 5      | Jessica Miller Ian Moram                | Vlag van Canada           | 149.24 | 5         | 5         |
| 6      | Li Jiaqi (2) Xu Jiankun (2)             | Vlag van China            | 144.53 | 6         | 6         |
| 7      | Mylene Brodeur John Mattatall           | Vlag van Canada           | 141.46 | 7         | 7         |
| 8      | Tiffany Vise Derek Trent                | Vlag van Verenigde Staten | 134.41 | 8         | 8         |
| 9      | Marina Aganina (7) Dmitri Zobnin        | Vlag van Oezbekistan      | 93.77  | 9         | 9         |

| #      | naam                                     | land                      | punten | verpl. kür | org. kür | vrije kür |
| ------ | ---------------------------------------- | ------------------------- | ------ | ---------- | -------- | --------- |
| Goud   | Tessa Virtue (3) Scott Moir (3)          | Vlag van Canada           | 207.32 | 1          | 1        | 1         |
| Zilver | Meryl Davis (2) Charlie White (2)        | Vlag van Verenigde Staten | 199.45 | 2          | 2        | 2         |
| Brons  | Kimberly Navarro (2) Brent Bommentre (2) | Vlag van Verenigde Staten | 180.65 | 3          | 3        | 3         |
| 4      | Jennifer Wester Daniil Barantsev         | Vlag van Verenigde Staten | 174.37 | 4          | 4        | 5         |
| 5      | Kaitlyn Weaver Andrew Poje               | Vlag van Canada           | 174.36 | 5          | 5        | 4         |
| 6      | Allie Hann-McCurdy Michael Coreno        | Vlag van Canada           | 164.02 | 6          | 6        | 6         |
| 7      | Cathy Reed (2) Chris Reed (2)            | Vlag van Japan            | 158.47 | 7          | 7        | 7         |
| 8      | Yu Xiaoyang (6) Wang Chen (6)            | Vlag van China            | 148.19 | 8          | 8        | 8         |
| 9      | Huang Xintong (3) Zheng Xun (3)          | Vlag van China            | 147.02 | 9          | 9        | 9         |
| 10     | Danielle O'Brien Gregory Merriman        | Vlag van Australië        | 121.86 | 11         | 10       | 10        |
| 11     | Guo Jiameimei Meng Fei (2)               | Vlag van China            | 112.29 | 12         | 11       | 12        |
| 12     | Yu Sun Hye Ramil Sarkulov (5)            | Vlag van Oezbekistan      | 109.56 | 10         | 13       | 13        |
| 13     | Maria Borounov (3) Evgeni Borounov (3)   | Vlag van Australië        | 107.52 | 13         | 12       | 11        |

1999 · 
2000 · 
2001 · 
2002 · 
2003 · 
2004 · 
2005 · 
2006 ·
2007 ·
2008 ·
2009 ·
2010 ·
2011 ·
2012 ·
2013 ·
2014 ·
2015 ·
2016 ·
2017 ·
2018 ·
2019 ·
2020 ·
2021 ·
2022
EK kunstschaatsen ·
WK kunstschaatsen ·
WK kunstschaatsen junioren ·
Olympische Spelen